# Franchère Peak
Franchère Peak är en bergstopp i Kanada.   Den ligger i provinsen Alberta, i den centrala delen av landet, 3 100 km väster om huvudstaden Ottawa. Toppen på Franchère Peak är 2 810 meter över havet, eller 349 meter över den omgivande terrängen. Bredden vid basen är 3,3 km. Franchère Peak ingår i The Ramparts.
Terrängen runt Franchère Peak är bergig åt nordost, men åt sydväst är den kuperad.Trakten runt Franchère Peak är nära nog obefolkad, med mindre än två invånare per kvadratkilometer.. Närmaste större samhälle är Jasper Park Lodge, 19,1 km norr om Franchère Peak. 
Trakten runt Franchère Peak består i huvudsak av gräsmarker.